# Reintrodukce

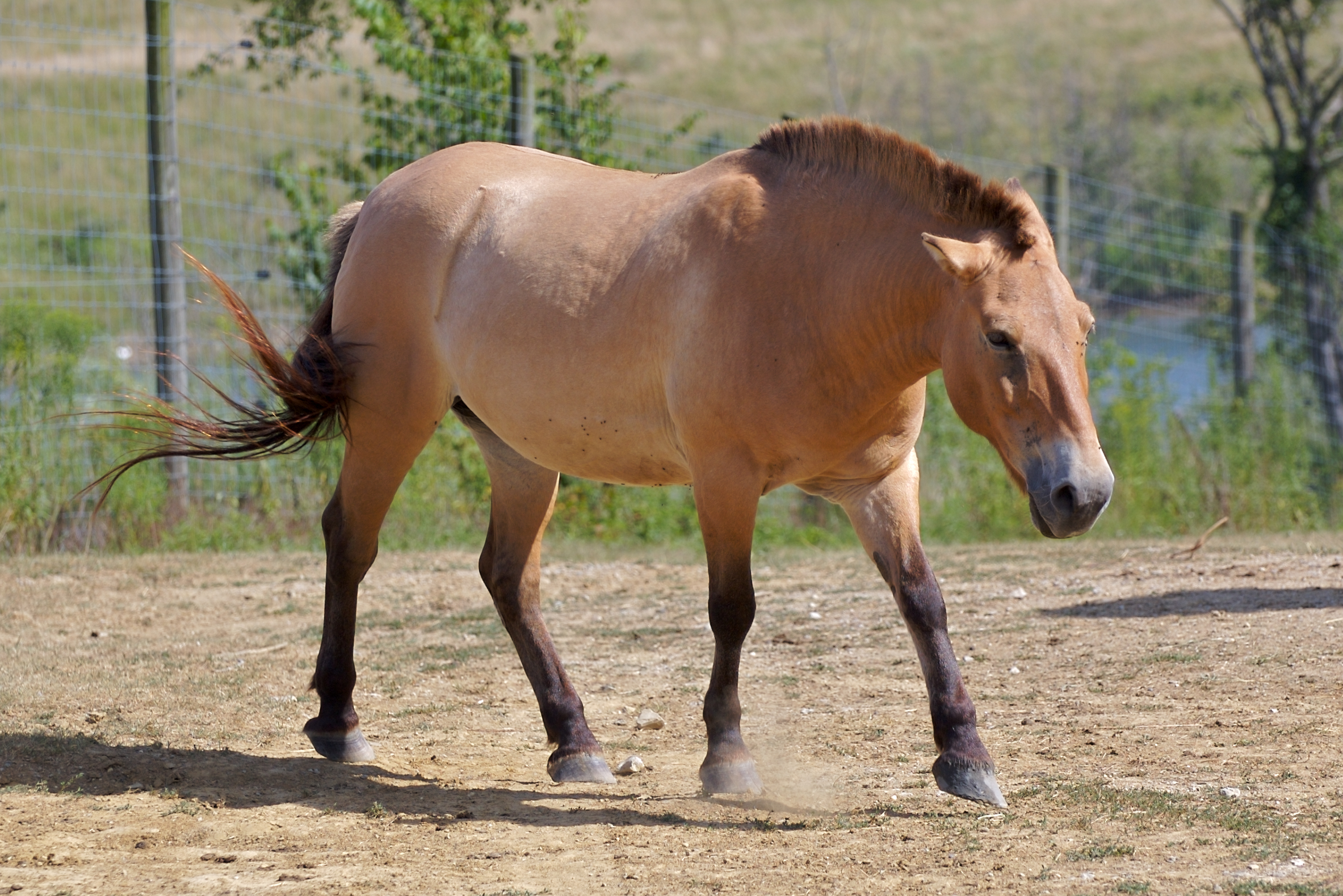
Repatriace kriticky ohrožených koňů Převalských do Mongolska se řadí ke stále probíhajícím a zatím úspěšným repatriacím, ke kterým významně přispívá také Zoologická zahrada Praha

Reintrodukce (z latinského introductio „úvod“ a re- „znovu“), resp. repatriace je vysazení jakéhokoli biologického taxonu (zoologického i botanického) do místa původního výskytu, odkud vymizel nebo byl vyhuben. Cílem je obnovit populaci druhu v lokalitě, kde se druh původně vyskytoval (autochtonní druh), či populaci posílit.

## Příklady
Mezi světově úspěšné repatriace patří např. obnova populace supů v Alpách (např. reintrodukce orlosupa bradatého) či in-situ projekty na ochranu supa mrchožravého, zubrů v Bělověžském národním parku nebo rysů ostrovidů ve Švýcarsku. Mezi probíhající repatriace patří např. obnova populací kondora kalifornského v Severní Americe, koně Převalského na území Mongolska (od roku 2011 projekt Návrat divokých koní), orangutanů v Borneu či puštíka bělavého na Šumavě.

## K terminologii
Pojem reintrodukce může být zavádějící, protože v českém biologickém odborném názvosloví je introdukce zavádění druhů nebo odrůd rostlin a živočichů, jež nejsou domácího původu, do nové oblasti, a to přímým přemístěním (na rozdíl od aklimatizace), a předpona re- znamená „opět“, „znovu“, „nově“, „opakovaně“. Také aktuální Úmluva o biologické rozmanitosti uvádí, že „Introdukce je přesun nepůvodního druhu mimo jeho dřívější nebo současný areál přímou nebo nepřímou lidskou činností. K tomuto přesunu může dojít v rámci jedné země nebo mezi zeměmi nebo do území mimo státní jurisdikci.“

V Koncepci záchranných programů ... v České republice se hovoří o:
- „vytvoření (znovuobnovení) populace druhu v místech historického areálu, odkud druh vymizel – tzv. reintrodukce (repatriace),
- zvýšení početnosti určité populace, a tím snížení pravděpodobnosti jejího vyhynutí – tzv. posilování populací,
- vytvoření nové populace druhu mimo jeho historický areál, v případě, že není vhodná alternativa v místě původního areálu – tzv. introdukce.“ [4]

K zavádění výrazu reintrodukce (ve smyslu návratu organizmu do původního místa výskytu) patrně přispívá laický překlad anglosaských výrazů reintroduction a Auswilderung, resp. interpretce výrazu reintroduction jako reintrodukce.